# Gut Kalkofen

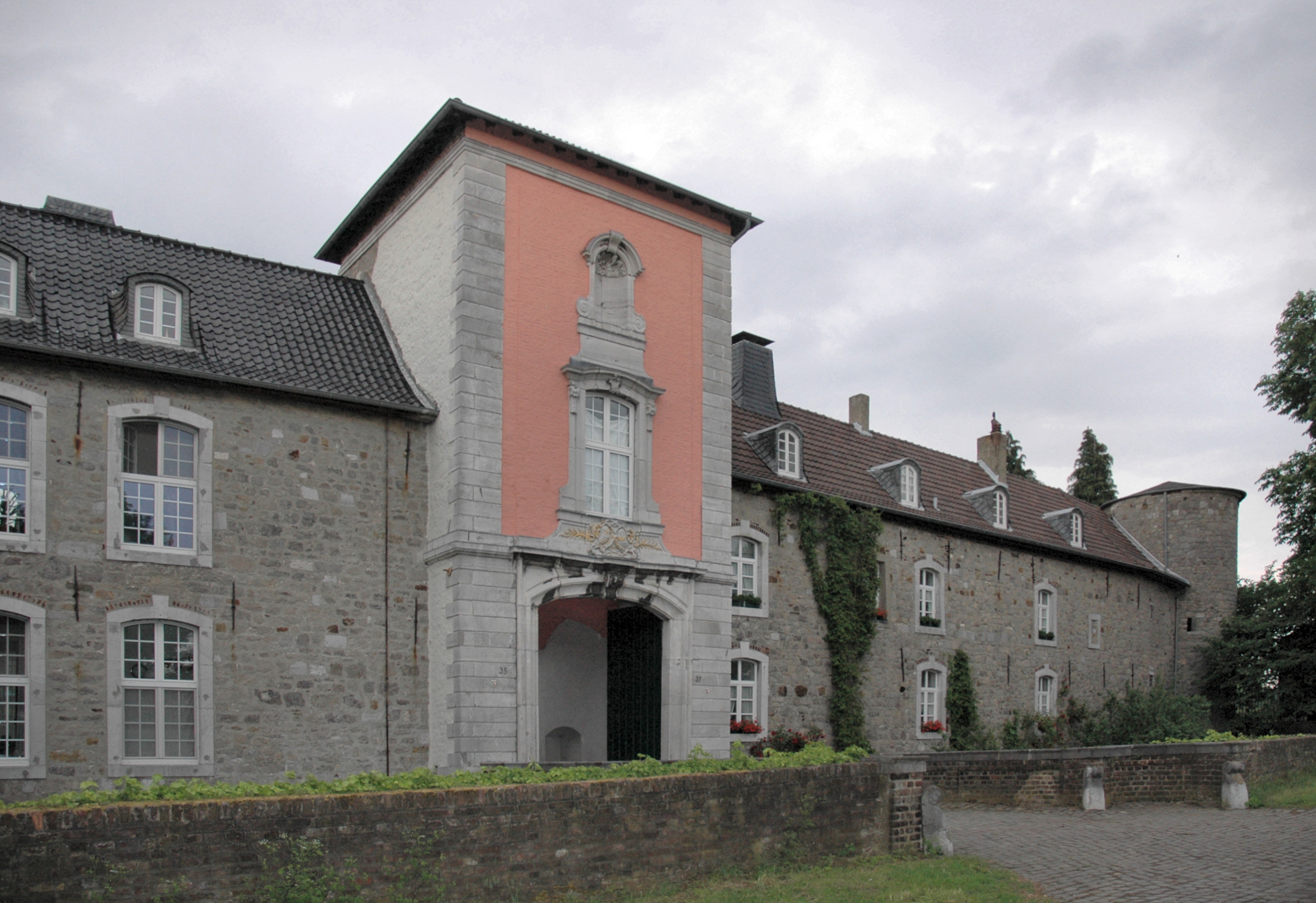
Südflügel mit Torturm des Guts Kalkhofen

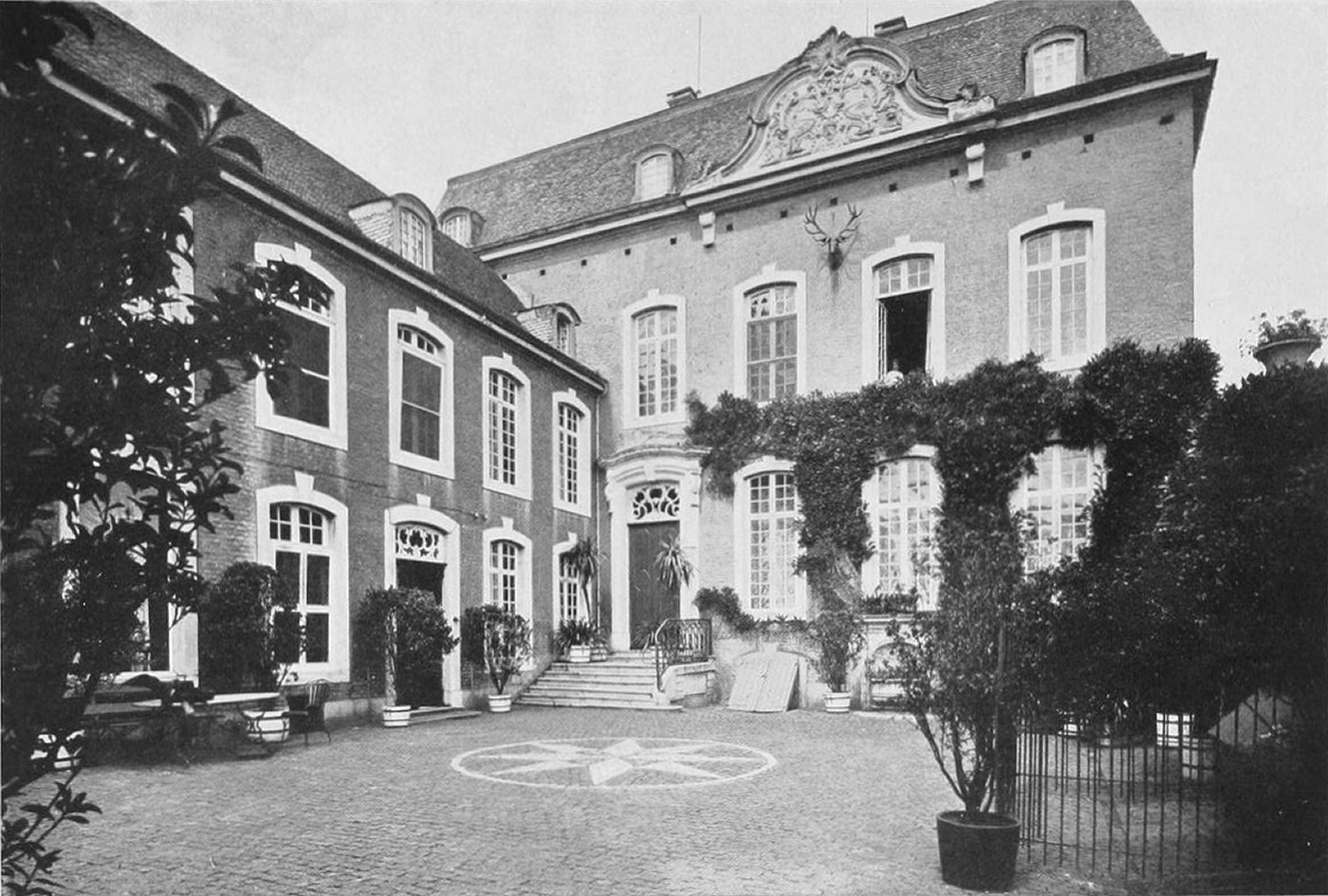
Hofseitige Ansicht des Herrenhauses um 1910

Das Gut Kalkofen war früher eines der bedeutendsten Rittergüter im Niederrheinisch-Westfälischen Reichskreis. Die Anlage liegt im heutigen Nordviertel der Stadt Aachen umgeben von dem Landschaftsschutzgebiet Aachen im Tal der Wurm.
Die Anlage ging aus einem Gutshof hervor, der urkundlich erstmals zu Beginn des 14. Jahrhunderts erwähnt wurde. 1582 in Brand geschossen und anschließend wieder aufgebaut, kam Kalkofen über die Familie Ballhausen und die Kupfermeister Schardinel an den Aachener Tuchfabrikanten Johann von Wespien. Er ließ das Anwesen von 1750 bis 1753 durch Johann Joseph Couven zu einem Lustschloss um- und ausbauen. Nach seinem Tod wurde es mehrfach an gut situierte Badegäste vermietet, ehe es 1831 in den Besitz der Familie Zurhelle kam, die noch heute Eigentümerin ist.
Im Laufe seiner Geschichte erlebte die prunkvolle Anlage mehrfach den Besuch gekrönter europäischer Häupter. So war zum Beispiel König Friedrich IV. von Dänemark und Norwegen 1724 mehrmals zu Gast auf Kalkofen, und zwischen 1800 und 1804 wohnte dort Napoleons Frau Joséphine. Hingegen ist nicht gesichert, ob der spätere Kaiser Karl V. 1531 auf dem Weg zur Königskrönung seines Bruders Ferdinand I. im Aachener Dom tatsächlich auf Gut Kalkofen oder nicht doch vielleicht in einem anderen Anwesen auf dem heutigen Gebiet von Haaren übernachtet hat.

## Beschreibung

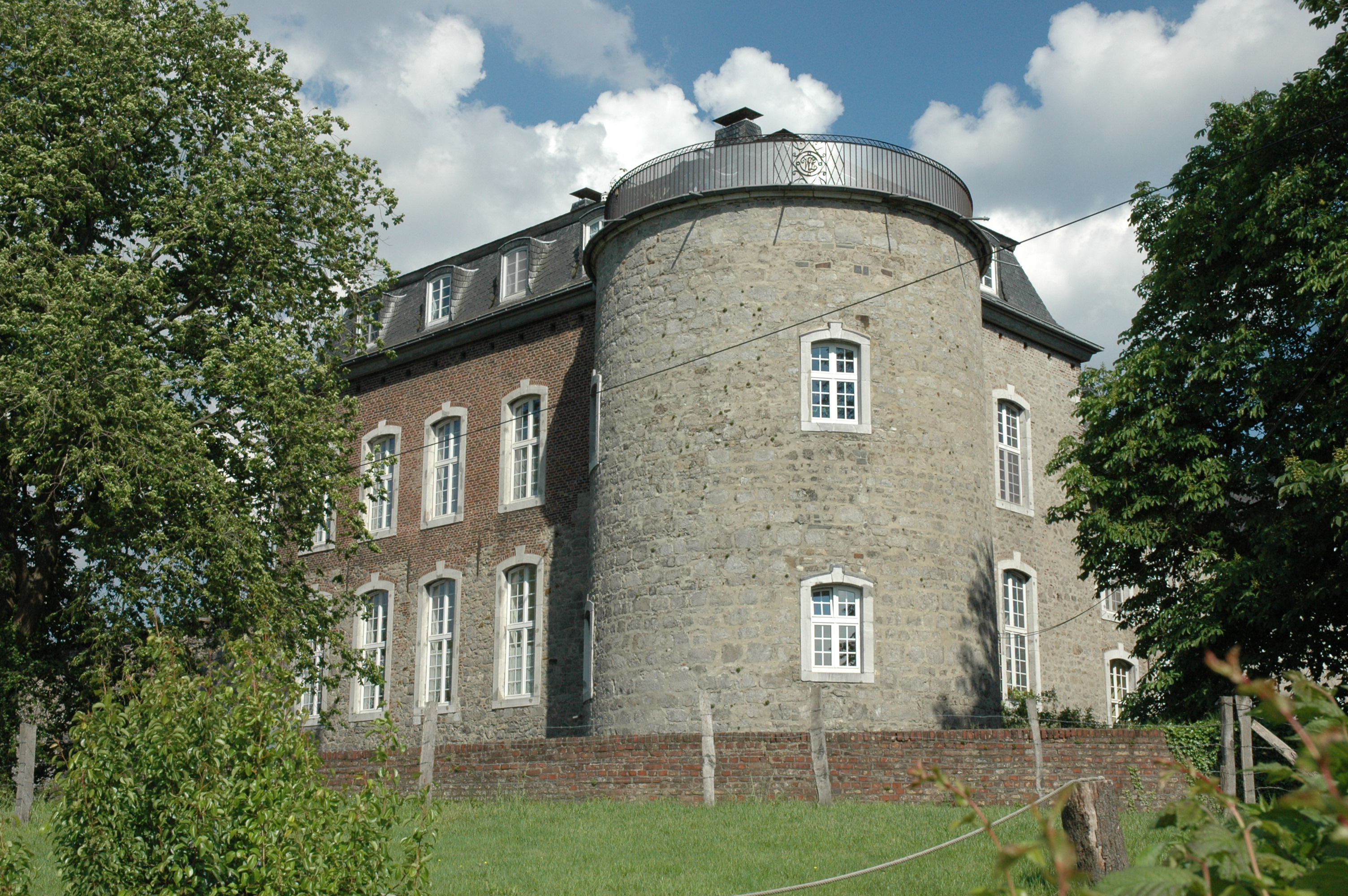
Südwestlicher Eckturm und Herrenhaus

Gut Kalkofen ist eine ehemals geschlossene Vierflügelanlage, deren Nordseite heute etwa zur Hälfte offen ist. Im Kern stammt sie noch aus dem 15./16. Jahrhundert, wovon wehrhafte Elemente wie Schießscharten und die Reste des einst geschlossenen und wassergefüllten Grabenrings an der Süd- und Westseite zeugen. Von den ehemals vier runden Ecktürmen sind noch drei – wenn auch ohne die ursprünglichen Helme – erhalten. Der wuchtigste von ihnen steht an der Westecke und besitzt zwei Meter dicke Mauern.
Zugang zur Anlage gewährt an dessen Südwest-Seite ein dreigeschossiger, aus der Mauerflucht vorspringender Torturm, zu dem eine zweibogige Steinbrücke führt. Sie wurde 1750 anstatt einer hölzernen Zugbrücke installiert. Die Frontmauern des Turms bestehen aus graublauem Kalkstein für die Eckquaderungen und roten Ziegeln, wobei Letztere mit einem rosa Anstrich versehen sind. Das seitliche Turmmauerwerk besteht, wie die Außenmauern des gesamten Südwest-Flügels, aus grob behauenen Grauwacke- und Kohlensandstein-Quadern. Über dem Segmentbogen der Tordurchfahrt und damit auf der Sohlbank des Turmfensters findet sich das Allianzwappen Wespien-Schmitz und gibt einen Hinweis auf die Erbauer des Torbaus: den Aachener Bürgermeister Johann von Wespien und seine Frau Anna Maria Schmitz. Über dem Fenster findet sich eine heute leere Heiligennische. Die ursprüngliche, barocke Turmhaube mit Uhrengiebel und Laterne wurde nach dem Zweiten Weltkrieg durch ein flaches pfannengedecktes Pyramidendach ersetzt. Der hohe Torturm überragt den sonst nur zwei Geschosse umfassenden Südwest-Flügel des Guts. Dort waren früher die Pächterwohnung sowie Ställe zu finden. Die großen Stichbogenfenster des Flügels besitzen Gewände aus Blaustein und geben der Fassade eine gleichmäßige Aufteilung.

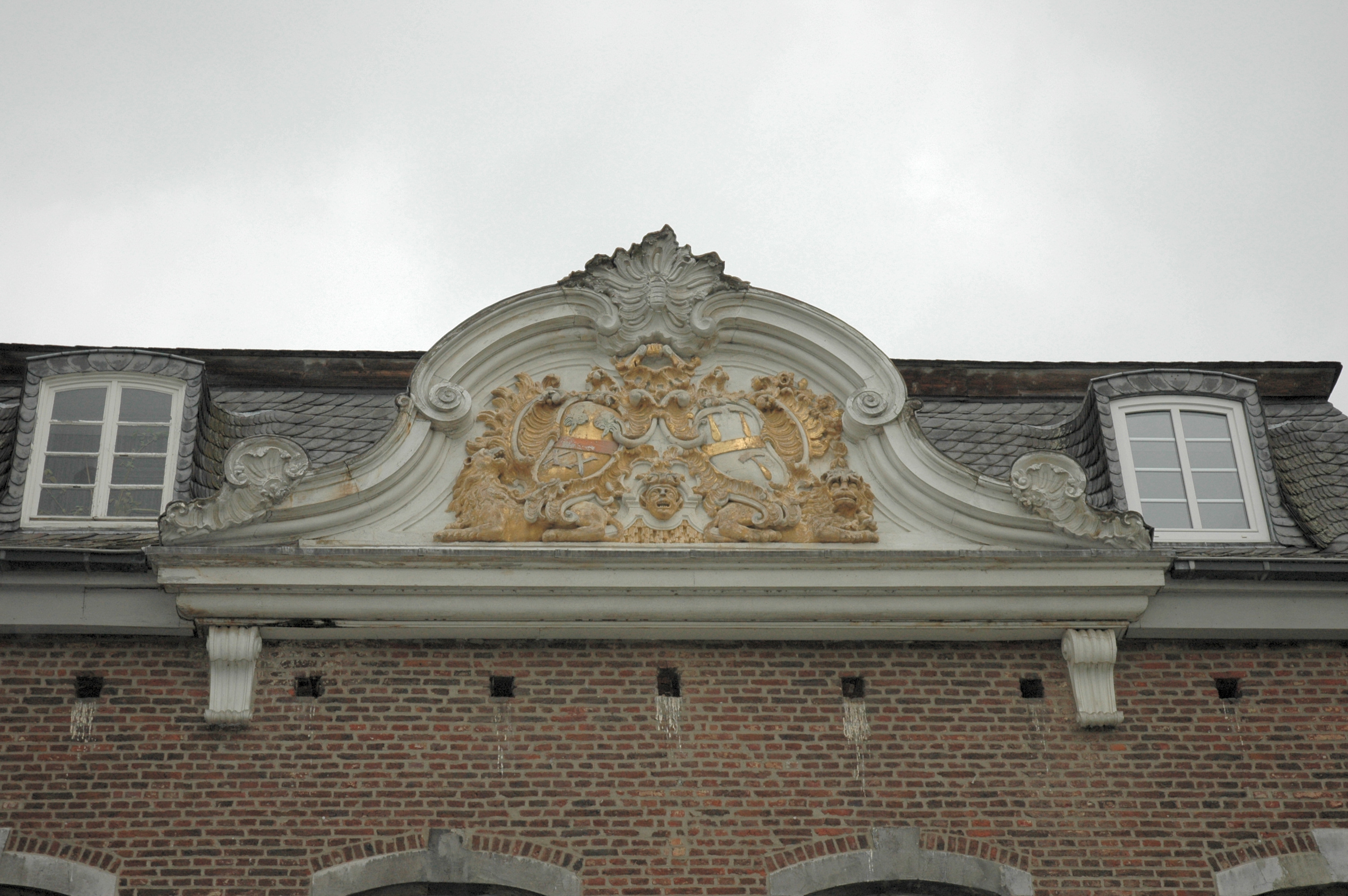
Allianzwappen im Schweifgiebel des Herrenhauses

Dem großen Rundturm an der Westecke schließt sich das zweigeschossige Herrenhaus mit Mansarddach an. Es ist im spätbarocken Stil des Rokokos gehalten und besitzt Mauerwerk aus Backstein. Über einem hohen Sockelgeschoss erhebt sich das Hochparterre. Eine sechsstufige Freitreppe führt zum Portal mit profiliertem Gewände und Oberlicht, das sich nicht in der Mittelachse des Gebäudes befindet, sondern leicht nach links versetzt ist. Sein bogenförmiger Sturz wird seitlich von zwei volutengeschmückten Konsolen getragen. Auf Höhe des Dachgeschosses zeigt ein geschweifter Blendgiebel das von zwei Löwen getragene Allianzwappen der Familien Wespien und Schmitz. Dem Herrenhaus schließt sich an seiner Nordecke eine hohe Mauer an, die bis zum nördlichen Eckturm führt und noch aus dem 15. Jahrhundert stammt.
Der Bereich des herrschaftlichen Wohnhauses ist durch ein schmiedeeisernes Gittertor zwischen vasenbekrönten Blausteinpfeilern von den Wirtschaftsgebäuden, die den gesamten östlichen Bereich der Anlage einnehmen, getrennt. Zu den Ökonomiegebäuden zählten eine Remise, Pferdeställe sowie eine große Scheune aus Backstein mit Walmdach, hinter der sich einst in nordöstlicher Richtung ein barockes Gartenparterre anschloss.

## Geschichte

### Die Anfänge
Das Gut wurde schriftlich erstmals 1305 erwähnt, als es Eigentum des Aachener Bürgermeisters Arnold von Kalkofen (Arnoldus de Kalkofen) war. Seine Familie stammte aus dem Herzogtum Limburg von dem bei Raboitrade gelegenen Haus Kalkofen. Die Geschichte der Anlage während der folgenden rund 140 Jahre ist nicht dokumentiert. Erst am 27. März des Jahres 1437 findet das Gut wieder im Heiratsvertrag des Adam (Daem) von Haren und seiner Frau Agnes von dem Weyer Erwähnung. In diesem wird darüber berichtet, dass die Anlage aus dem Besitz von Adams Mutter Mechtildis von Holzappel zu Täsch, der Ehefrau des Bürgermeisters Gerhard von Haren, stammte. Nach dem Tod Adams übernahm 1453 der älteste Sohn des Paares, Gerhard, den Besitz. 1458 heiratete dieser Benigna von Kaldenborn, genannt von dem Birnbaum, und wurde 1459 zum Jülichschen Vogt und Meier in Aachen bestellt. Sein einziger Sohn Wilhelm starb 1484 ohne Nachkommen, und so erbte Agnes von Haren, eine Schwester Wilhelms, den Gutsbesitz. Agnes war mit Fetschyn Colyn, Herr zu Linzenich, verheiratet und hatte mit ihm die Tochter Anna, die den Junker Werner von Merode-Houffalize heiratete und ihm den Besitz zubrachte. Nach Werners Tod am 20. Dezember 1520 kam Kalkofen über Richard von Merode-Houffalize im Jahr 1569 an dessen ältesten Sohn aus zweiter Ehe, den Reichsfreiherrn Johann von Merode-Houffalize. Als Universalerbe seiner kränklichen und im jungen Alter von 15 Jahren verstorbenen Nichte Anna von Merode-Frankenberg wurde er 1583 zudem Vogt von Burtscheid und Besitzer der Burg Frankenberg.

### Zerstörungen
Die Zeit der Aachener Religionsunruhen ging auch an Gut Kalkofen nicht spurlos vorüber. Das Bestreben der Katholiken, den mehrheitlich mit Protestanten besetzten Rat der Stadt Aachen wieder unter ihre Kontrolle zu bringen, brachte spanische Truppen ins Aachener Land. Ein großes Kontingent der spanischen Soldaten besetzte Gut Kalkofen. Von dort aus überfielen sie Reisende auf der großen Heerstraße zwischen Aachen und Köln (der heutigen Jülicher Straße). Da ihre Überfälle nicht nur Aachens Handels-, sondern auch dessen politische Beziehungen nachhaltig zu schädigen drohten, belagerte am 19. März 1582 eine Aachener Miliz Gut Kalkofen, beschoss es mit drei Kanonen und brannte es schließlich nieder. Die Aachener Chronik des Johann Noppius von 1632 vermerkt dazu: „Anno 1582 Kalckoffen eingenommen, angestochen und verbrannt“. Dabei soll die gesamte spanische Besatzung getötet worden sein. Nur ein einziger Soldat konnte der Legende nach durch einen Geheimgang, der Kalkofen mit der Burg Schönforst verbunden haben soll, entkommen.

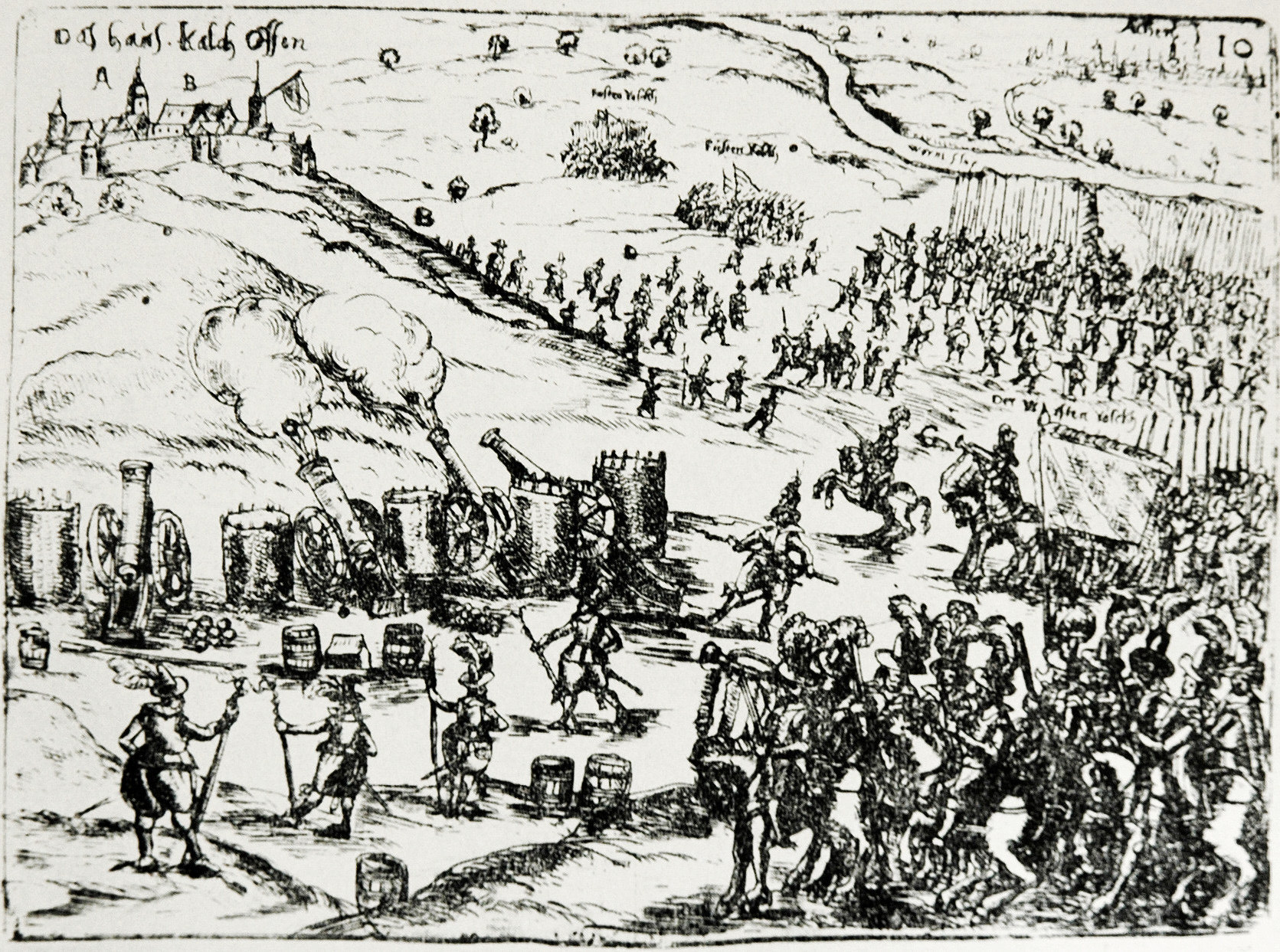
Belagerung Kalkofens durch Friedrich zu Solms, Stich von 1611

Gutsherr Johann und seine Frau wurden als Geiseln nach Aachen gebracht. Zwei Jahre später, 1584, verkaufte er die Ruine an den aus St. Gallen stammenden Kaufmann Bartholomäus Schopfinger. Dieser baute es wieder auf und kaufte weitere Ländereien hinzu. Allerdings hatte er sich finanziell übernommen und ging Konkurs. Das Gut veräußerte Schopfinger am 22. April 1600 für 50.000 Brabanter Gulden an seine drei Schwäger Karl Billehé (Billaens) und Ludwig sowie Martin Perez de Varon. Später war die Familie Billehé alleinige Besitzerin des Guts.
Im Zuge des Jülich-Klevischen Erbfolgestreits ließ Kaiser Rudolf II. das Rittergut am 25. März 1609 durch Erzherzog Leopold von Österreich, Bischof von Straßburg, und seine Söldner in Besitz nehmen. In der Folgezeit wurden dort kaiserliche Soldaten stationiert. Daraufhin rückte noch im selben Jahr der Gouverneur von Düren und pfälzische General Graf Friedrich zu Solms-Rödelheim mit über 1000 Mann und schweren Geschützen gegen Kalkofen vor, belagerte es am Ende des Jahres und konnte es ohne viel Gegenwehr einnehmen.

### Umbau zum Lustschloss

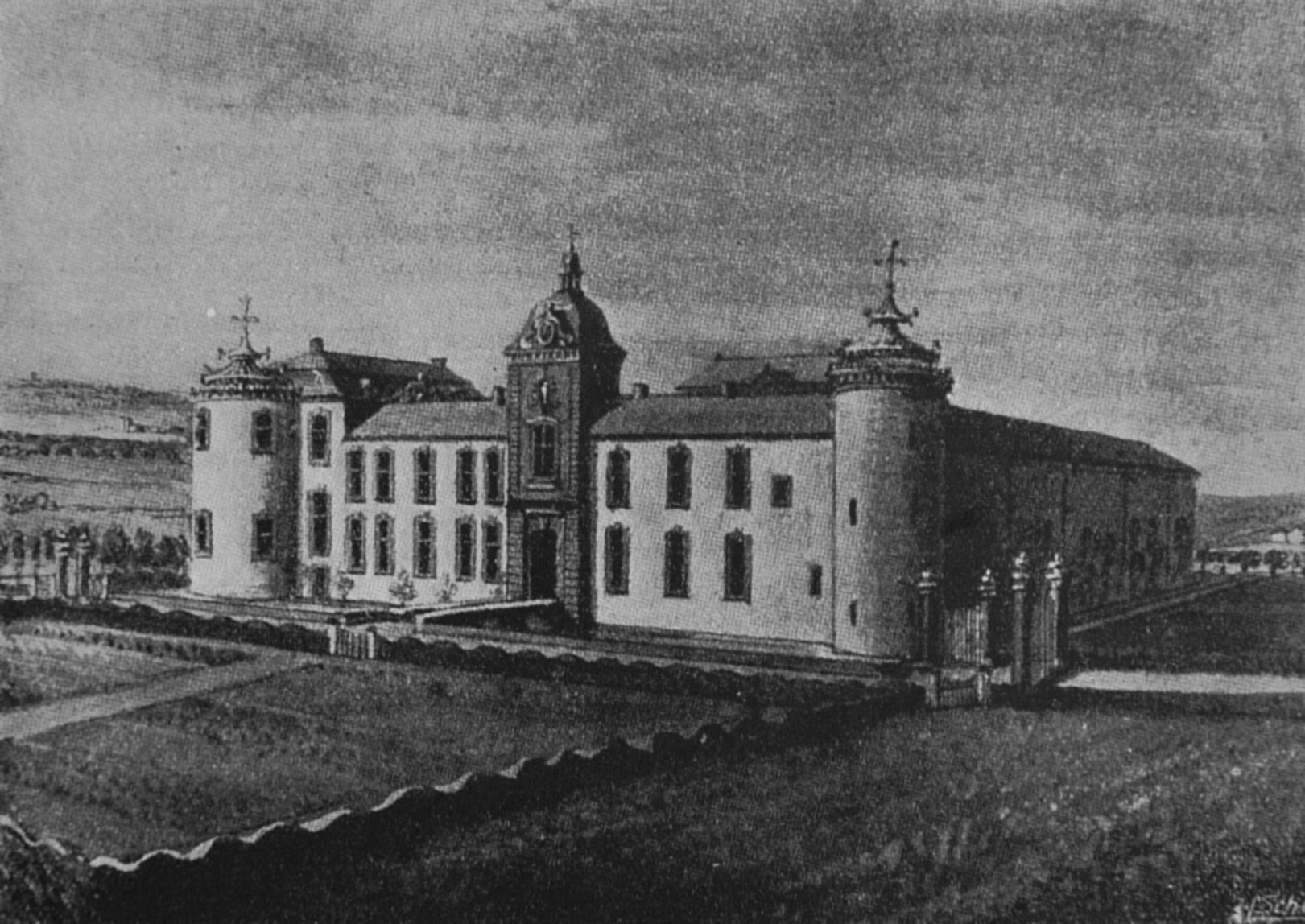
Ansicht des Guts Kalkofen, Aquarell von Caspar Wolf, 1781

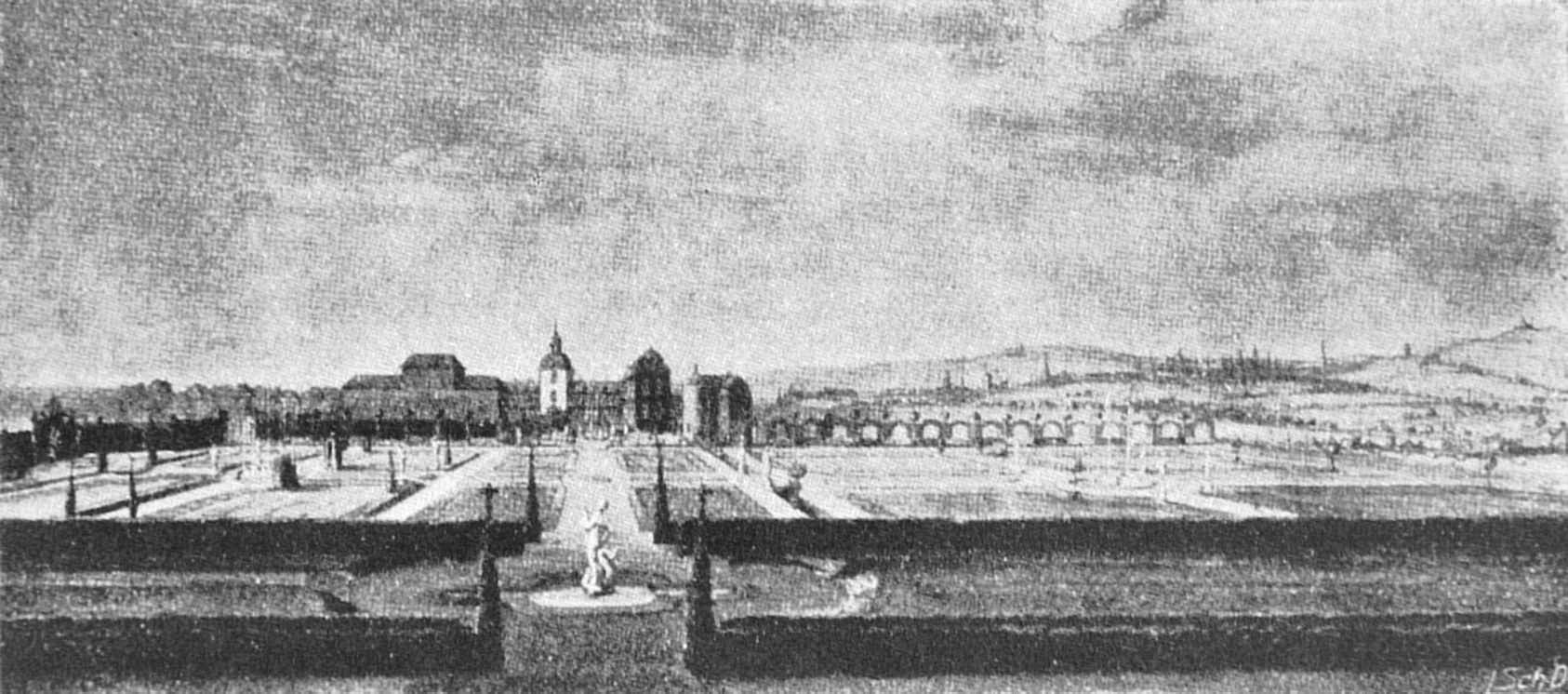
Gesamtansicht des Guts mit den weitläufigen Gartenanlagen im französischen Stil, Caspar Wolf, 1781

Karl Billehés älteste Tochter Charlotte hatte den Freiherrn Johann Konrad von Ballhausen geheiratet. Um das Jahr 1666 kam das Anwesen bei einer Erbteilung in seinen Besitz, und er bezog dort seinen Wohnsitz. Am 20. Februar 1671 verkaufte er es gemeinsam mit seinem Sohn für 15.242 Pattakons an den Kupfermeister Gotthard Schardinel II. Nach dem großen Aachener Stadtbrand 1656 verlegte dieser zwar seinen Kupferhof nach Stolberg, wo er einen Teil des zerfallenen Dollartshammers kaufte, seinen Wohnsitz beließ er aber auf dem Rittergut. Dies schenkte er 1691 seinem Sohn Gotthard Schardinel III. zu dessen Hochzeit mit Beatrix von Slype. Nach deren Tod stand das Anwesen 1748 zum Verkauf.
Am 27. März 1749 ersteigerte der Aachener Tuchfabrikant Johann von Wespien die Gebäude und den dazugehörigen, 170 Morgen großen Landbesitz für nur 19.000 Reichstaler. Er ließ die Anlage im Frühjahr des darauffolgenden Jahres zum Teil einreißen und beauftragte Johann Joseph Couven mit dem Entwurf und Bau eines Lustschlosses. Couven hatte schon von 1734 bis 1737 für Wespien das prunkvolle und mit verschwenderischem Luxus ausgestattete Wespienhaus in der Aachener Kleinmarschierstraße geplant und gebaut. Er behielt bei dem Umbau den nahezu quadratischen Grundriss Kalkofens bei und bezog ältere Teile wie Türme und Umfassungsmauern in den Neubau ein. Lediglich den nördlichen Teil der nordöstlichen Ringmauer ließ Couven niederlegen, um vom Herrenhaus den Blick auf ein neues Gartenparterre freizugeben. Neu hinzu kamen eine Orangerie und eine große Scheune, „die in ihrer Ausgestaltung einer Nutzung zum Trocknen von Tüchern eher angemessen ist als einem Bau für die Landwirtschaft“. Die Bauarbeiten dauerten bis 1753 und schlugen mit mehr als 100.000 Reichstalern zu Buche. Weil die Wirtschaftsgebäude nach dem Couvenschen Umbau einen derart vornehmen und eleganten Eindruck machten, brachte dies der Anlage den Spottnamen „Palastscheune“ ein.
Die Ehe von Johann Wespien und seiner Frau Anna Maria Schmitz war kinderlos geblieben, und so setzte seine Witwe ihren Vetter, den Aachener Kaufmann und Nadelfabrikanten Johann Kaspar Strauch, als Erben ein. Aus seinen beiden Ehen mit zwei Schwestern aus der Familie von Collenbach hinterließ er bei seinem Tod mehrere unmündige Kinder, die unter die Vormundschaft von Johann Kaspars Schwiegervater, Reichsfreiherr Franz Rudolf von Collenbach, gestellt wurden. Er versuchte vergeblich, einen solventen Käufer für das Gut zu finden. Stattdessen wurde Kalkofen ab Juni 1790 an George Augustus Eliott, 1. Baron Heathfield vermietet, der in den berühmten Aachener Bädern seine Kriegsleiden ausheilen wollte. Er starb jedoch schon am 6. Juli des gleichen Jahres, möglicherweise an den Folgen von übermäßig hohem Genuss des schwefelhaltigen Aachener Thermalwassers, und wurde zunächst im Garten des Guts begraben. Später wurde sein Leichnam nach England überführt und dort mit großen Feierlichkeiten beigesetzt. Reste seines Grabmals stehen noch heute im Kalkofener Garten.
In den folgenden zwei Jahren diente das Lustschloss vornehmen Kurgästen mehrfach als Domizil während ihres Aufenthalts in Aachen. Während dieser Zeit wurde jedoch nichts für die Instandhaltung des Schlosses und seiner Gartenanlage getan. Dies änderte sich erst, als der Tuchfabrikant Christian Friedrich Claus das Anwesen am 23. August 1792 für 56.000 Reichstaler erwarb und anschließend Verbesserungen und Verschönerungen am Garten vornahm. Nach seinem Tod im März 1799 setzte seine Witwe diese Bemühungen fort.

### Eigentum der Familie Zurhelle

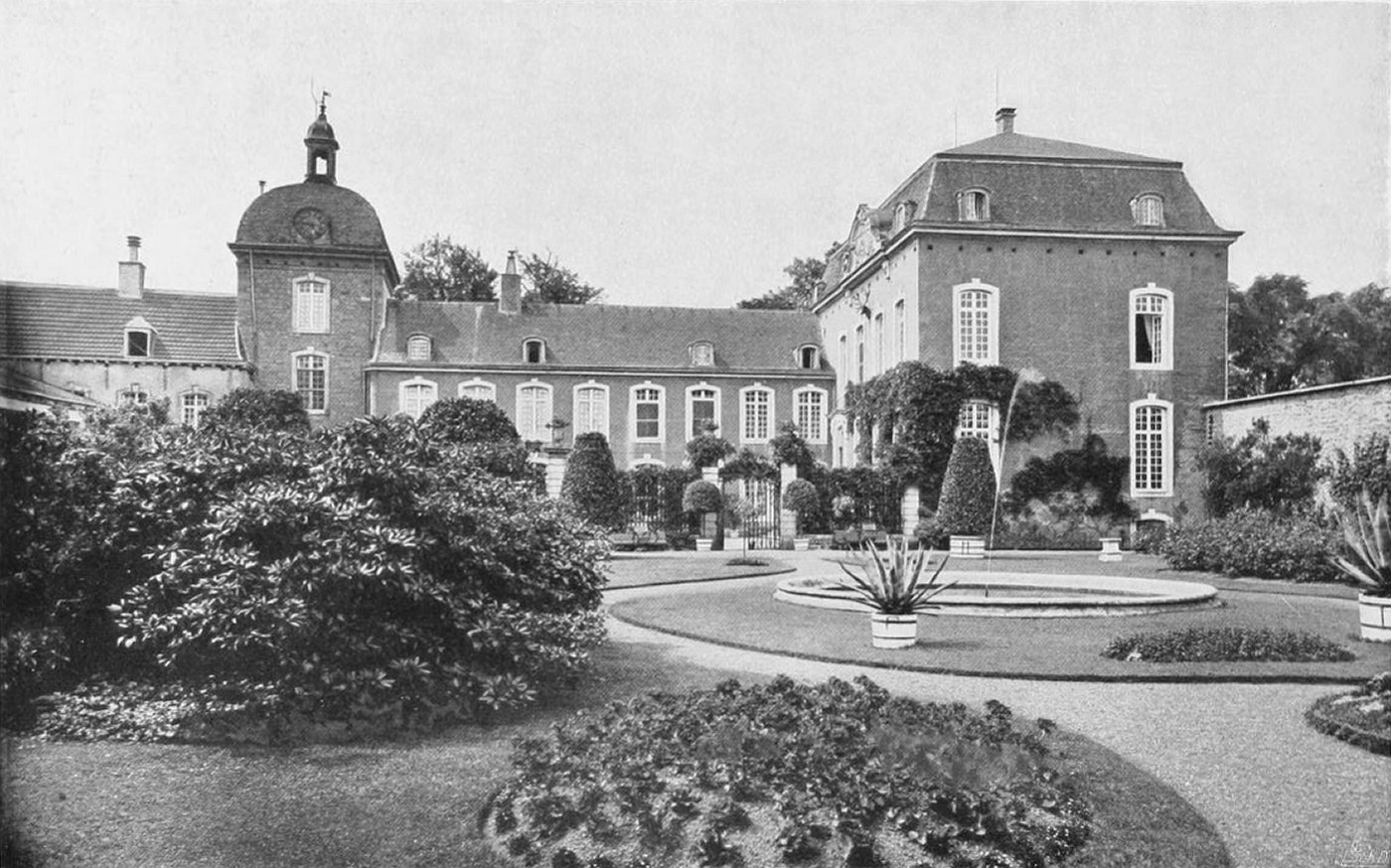
Gartenansicht vom Beginn des 20. Jahrhunderts

Nach dem Tod der Ehefrau Christian Friedrich Claus’ stand Kalkofen zunächst leer, denn keiner der Söhne wollte es übernehmen. Schließlich kaufte es der preußische Kommerzienrat und beigeordnete Bürgermeister von Aachen Wilhelm Zurhelle (auch zur Helle) am 6. Dezember 1831 für 47.100 Taler und erneuerte es grundlegend. Sein ältester, gleichnamiger Sohn übernahm den Besitz im Jahr 1849. Als er kinderlos starb, kam Kalkofen als Erbe an den Neffen gleichen Namens, dessen Familie auf Haus Schurzelt in Laurensberg ansässig war.
Zu Beginn des 20. Jahrhunderts gehörten 570 Morgen Land zum Gutsbetrieb. Während des Zweiten Weltkriegs wurden seine Gebäude 1944 schwer beschädigt und brannten bis auf einige Teile der Außenmauern nieder. Der Sohn Wilhelms und seiner Frau Maria Louise – ebenfalls auf den Namen Wilhelm getauft – übernahm nach dem Krieg den Besitz und begann gemeinsam mit seiner Frau Elsbeth den Wiederaufbau in vereinfachten Formen. Bis 1956 war dieser erste Schritt abgeschlossen, in einigen Bauten waren dabei Mietwohnungen entstanden. Auch begann das Paar mit der allmählichen Wiederherstellung des barocken Parks. Bis zum heutigen Tag ist Gut Kalkofen Eigentum der Nachkommen Wilhelm Zurhelles, die in den Jahren 1983 bis 1989 die bisher letzten Sanierungs- und Sicherungsarbeiten an der Anlage vornehmen ließen.